# Фёдорова, Галина Алексеевна
 Галина Алексеевна Фёдорова (род. 8 марта, Костромская область— заслуженный работник физической культуры Российской Федерации, профессор, автор около 80 научных трудов, дважды мастер спорта по трековому (1969 год) и шоссейному велоспорту (1972 год), заведующая кафедрой физического воспитания Вологодского государственного технического университета (ныне ВоГУ)

## Биография
Галина Алексеевна родилась в глубинке Костромской области в знаменательный День — 8 марта. Окончила институт физической культуры П. Ф. Лесгафта
В студенческие годы стала заниматься велоспортом и сразу выиграла первенство города. В 1969 году выполнила норматив мастера спорта по велотреку, а в 1972 году — по велогонкам на шоссе. Входила кандидатом в сборную команду страны.
По окончании института распределилась в Вологду, отказавшись от выгодных предложений остаться в Санкт-Петербурге. С 1975 года стала работать на кафедре физвоспитания Вологодского политехнического института, а затем в 1980 году возглавила кафедру.
По инициативе Галины Алексеевны и при её непосредственном участии в городе Вологда были построены стадион «Политехник», оздоровительный центр в общежитии на улице Щетинина, загородная оздоровительная база под Белозерском. Также в спорткомплексе института был оборудован тренажёрный зал, кабинет биостимуляции, класс аэробики и методический кабинет.
Немалое влияние в 1995 году Галина Алексеевна оказала на создание в институте женской команды для участия в чемпионате России по баскетболу, тренером которой стала Татьяна Николаевна Карамышева. Первоначальное название — Политехник (позже — Вологда-Чеваката)
Дочь Г. Федоровой, Инга Гуляева, пошла по стопам матери: она дипломированный специалист по физической культуре, мастер спорта по кёрлингу.

## Признание и заслуги
- Медаль за трудовое отличие — 1986 г.
- Почетное звание «Заслуженный работник физической культуры Российской Федерации» — 1996 г.
- Нагрудный знак «Почетный работник Высшего профессионального образования Российской Федерации» — 2001 г.
- Медаль Петра Францевича Лесгафта — 2010 г.[2]

Кафедра физического воспитания ВоГУ, возглавляемая Г. А. Фёдоровой четыре года подряд признавалась лучшей среди технических вузов России.
В 2013 году Галина Федорова пронесла через Вологду олимпийский огонь